# Ptenopus kochi
Ptenopus kochi är en ödleart som beskrevs av  Johann Wilhelm Haacke 1964. Ptenopus kochi ingår i släktet Ptenopus och familjen geckoödlor. IUCN kategoriserar arten globalt som livskraftig. Inga underarter finns listade i Catalogue of Life.